# József Zakariás
József Zakariás (Budapeste, 25 de março de 1924 - 22 de novembro de 1971) foi um futebolista e treinador húngaro, campeão olímpico. 

## Carreira
József Zakariás fez parte do elenco medalha de ouro, nos Jogos Olímpicos de 1952. Ele fez parte do elenco da Seleção Húngara de Futebol, na Copa do Mundo de 1954.

## Títulos
- Vice - Copa do Mundo de 1954

## Ligações Externas
- Perfil em hungáro